# Eufràsia de Kíev
Eufràsia de Kíev (1071 – 20 de juliol de 1109) fou la filla de Vsèvolod I de Kíiv i la segona esposa d'Enric IV del Sacre Imperi Romanogermànic, i docs, emperadriu consort. Era germana de Vladímir Monòmac.
Eufràsia es va casar per primera vegada amb Enric I el Llarg, Marcgravi de la Marca del Nord, fill de Lotari Udo II. No van tenir fills abans de la seva mort en 1087. Eufràsia se'n va anar a viure al convent de Quedlinburg, on va conèixer Enric IV, que en aquest moment era el rei dels saxons. Enric va quedar impressionat per la seva bellesa i, després de la mort al desembre de 1087 de la seva primera esposa, es va casar amb Eufràsia el 1089 a Colònia. Després de la coronació, va assumir el nom d'Adelheid (Adelaida).
Durant la campanya d'Enric a Itàlia portà Eufrasia-Adelheid amb ell i la va mantenir segrestada a Verona. Eufràsia va escapar el 1093 i va fugir a Canossa, on va buscar l'ajuda de Matilde de Canossa, una de les enemigues d'Enric. Es va reunir amb el papa Urbà II i en les seves exhortacions Eufrasia-Adelheid va fer una confessió pública davant de l'església en el Concili de Piacenza. Va acusar Enric de retenir-la contra la seva voluntat, forçar-la a participar en orgies i realitzar misses negres en el seu cos nu. Aquestes acusacions van ser confirmades per Conrad II d'Itàlia, qui afirmava que aquesta era la raó per la qual es va girar contra el seu pare.
D'acord amb les cròniques, Enric es va involucrar en la secta nicolaïta, i va organitzar orgies de la secta i rituals en els seus palaus. Eufràsia-Adelheid va ser forçada a participar en aquestes orgies i, en una ocasió, Enric la va oferir al seu fill Conrad. Aquest es va negar indignat i, després, es va rebel·lar contra el seu pare. Aquesta llegenda s'origina per l'hostilitat entre Enric i Urbà II durant la Lluita de les Investidures.
Eufràsia-Adelheid va deixar Itàlia per Hongria, on va viure fins a 1099, quan va tornar a Kíiv. Després de la mort d'Enric en 1106 es va convertir en monja fins que va morir en 1109.